# Gran Premi de França del 1999
Resultats del Gran Premi de França de Fórmula 1 de la temporada 1999, disputat al circuit de Nevers Magny-Cours el 27 de juny del 1999.

## Resultats
| Pos | No | Pilot                 | Equip                  | Voltes | Temps/ Retirada       | Pos. de sortida | Punts |
| --- | -- | --------------------- | ---------------------- | ------ | --------------------- | --------------- | ----- |
| 1   | 8  | Heinz-Harald Frentzen | Jordan - Mugen - Honda | 72     | 1h 58' 24. 3          | 5               | 10    |
| 2   | 1  | Mika Häkkinen         | McLaren - Mercedes     | 72     | + 11.092 s            | 14              | 6     |
| 3   | 16 | Rubens Barrichello    | Stewart - Ford         | 72     | + 43.432 s            | 1               | 4     |
| 4   | 6  | Ralf Schumacher       | Williams - Supertec    | 72     | + 45.475 s            | 16              | 3     |
| 5   | 3  | Michael Schumacher    | Ferrari                | 72     | + 47.881 s            | 6               | 2     |
| 6   | 4  | Eddie Irvine          | Ferrari                | 72     | + 48.901 s            | 17              | 1     |
| 7   | 19 | Jarno Trulli          | Prost - Peugeot        | 72     | + 57.771 s            | 8               |       |
| 8   | 18 | Olivier Panis         | Prost - Peugeot        | 72     | + 58.531 s            | 3               |       |
| 9   | 23 | Ricardo Zonta         | BAR - Supertec         | 72     | + 1' 28.764 min.      | 10              |       |
| 10  | 20 | Luca Badoer           | Minardi - Ford         | 71     | + 1 Volta             | 20              |       |
| 11  | 14 | Pedro de la Rosa      | Arrows                 | 71     | + 1 Volta             | 21              |       |
| DSQ | 15 | Toranosuke Takagi     | Arrows                 | 71     | Ús il·legal neumàtics | 22              |       |
| Ret | 9  | Giancarlo Fisichella  | Benetton - Playlife    | 42     | Virolla               | 7               |       |
| Ret | 11 | Damon Hill            | Jordan - Mugen - Honda | 31     | Part elèctrica        | 18              |       |
| Ret | 5  | Alessandro Zanardi    | Williams - Supertec    | 26     | Motor                 | 15              |       |
| Ret | 22 | Jacques Villeneuve    | BAR - Supertec         | 25     | Virolla               | 12              |       |
| Ret | 10 | Alexander Wurz        | Benetton - Playlife    | 25     | Virolla               | 13              |       |
| Ret | 21 | Marc Gené             | Minardi - Ford         | 25     | Virolla               | 19              |       |
| Ret | 11 | Jean Alesi            | Sauber - Petronas      | 24     | Virolla               | 2               |       |
| Ret | 2  | David Coulthard       | McLaren - Mercedes     | 9      | Part elèctrica        | 4               |       |
| Ret | 12 | Pedro Diniz           | Sauber - Petronas      | 6      | Transmissió           | 11              |       |
| Ret | 17 | Johnny Herbert        | Stewart - Ford         | 4      | Caixa canvi           | 9               |       |

## Altres
- Pole: Rubens Barrichello 1' 18. 441

- Volta ràpida: David Coulthard 1' 19. 227 (a la volta 8)